# Alexandre Zelkine
Pour les articles homonymes, voir Zelkine.
Alexandre Zelkine, aussi nommé Alexander Zelkin ou Sasha Zelkin, né le 14 février 1938 à Lyon et mort le 3 décembre 2022 au Mans, est un chanteur de musique folk, actif dans les années 1960 et le début des années 1970 en Amérique du Nord, et modéliste ferroviaire français.

## Biographie

### Enfance et études
Alexandre Zelkine naît dans le 3e arrondissement de Lyon d’un père russe et d’une mère française. Zelkine étudie la photographie et intègre le conservatoire de musique. Il voyage ensuite dans les Balkans (notamment en train), vit en Israël puis à New York, pour enfin s'établir à Montréal en janvier 1966. 

### Chanteur folk
Alexandre Zelkine publie en 1965 un disque intégralement russophone, Sasha Sings Folk Songs Of Russia, sous le nom de Sasha Zelkin. Il y joue de la balalaïka. En 1966, il publie un nouvel album, nommé Alexandre Zelkine (Capitol Records), qui compile des chansons en français, yiddish, espagnol et russe. Il participe la même année à l'épisode 24 l'émission de télévision consacrée au folk de Pete Seeger, Rainbow Quest (en). Un troisième album, Vol. 2 (Capitol Records), sort en 1967. Cette même année, il participe comme musicien à l'exposition universelle de 1967 à Montréal. 
Smithsonian Folkways produit en 1969 Alexander Zelkin Sings Meadowland and Other Russian Songs, Old and New, un album à nouveau intégralement russophone. À la suite de la réappropriation du français québécois par les Québécois, Smithsonian Folkways produit en 1970 un recueil de chansons La Belle Province: Québec: French-Canadian Folk Songs, interprété par Zelkine et Denise Bérard,.
Alexandre Zelkine signe ensuite chez United Artists Records, pour les albums Pessimiste (1973) et L'otage (1974). Sur l'album Pessimiste on retrouve Gilles Valiquette, Richard Séguin, Richard Grégoire et Édmond Badoux (groupe Sukay).
Il reçoit le prix Renée-Claude discerné par la boîte à chansons de Montréal Le Patriote. En 1975, il fait partie des artistes participant à  la Semaine mondiale de la musique/World Music Week.

### Modéliste ferroviaire
Enfant, à l'âge de dix ans, son père lui offre un train JEP, mais Alexandre remarque également les modèles réduits existants à cette époque, différents de son train-jouet.
En 1974, il découvre le modélisme ferroviaire. Tout en passant à d'autres occupations professionnelles, il crée plusieurs réseaux de train miniature dans ses logements successifs. Il réalise également des modèles réduits dont les photos et explications seront publiées dans Model Railroader ou Loco Revue. Il fait connaître en Europe francophone des techniques et des méthodes modélistes utilisées par les modélistes nord-américains.  
Après avoir pratiqué l'échelle HO au travers de cinq réseaux miniatures, Zelkine se spécialise à partir de 1984 dans l'échelle Sn3 (voie étroite de trois pieds d'écartement à l'échelle 1:64) et créé la compagnie fictive du Degulbeef and Cradding Railroad (D&C RR), qui exploite le minerai imaginaire de « craddonium ». Le projet de réseau miniature du D&C RR est arrêté par son retour en France en 1991. Zelkine réalise de 1998 à 2015 un nouveau réseau miniature, toujours sur ce thème.

### Décès
Alexandre Zelkine décède le 3 décembre 2022 au Mans,.

## Famille
Sa fille, Ludmilla Zelkine, est une des pionnières du rap au Québec sous le nom de scène de Blondie B.

## Discographie
- Sasha Zelkin, Sasha Sings Folk Songs Of Russia, 1965
- Alexandre Zelkine, Alexandre Zelkine, Capitol Records,  1966
- Alexandre Zelkine, Vol. 2, Capitol Records, 1967
- Alexander Zelkin, Alexander Zelkin Sings Meadowland and Other Russian Songs, Old and New, Smithsonian Folkways/Monitor Records, 1969, réédité en 2004
- Alexander Zelkin, La Belle Province: Québec: French-Canadian Folk Songs, avec Denise Bérard, Smithsonian Folkways/Koch, 1970, réédité en 2008[17]
- Alexandre Zelkine, Pessimiste, United Artists Records, 1973
- Alexandre Zelkine, L'otage, United Artists Records, 1974